# Avenue Marcel-Doret
Pour l’article homonyme, voir Avenue Marcel-Doret (Toulouse).
L'avenue Marcel-Doret est une voie du 16e arrondissement de Paris, en France.

## Situation et accès
L'avenue Marcel-Doret est une voie publique située dans le 16e arrondissement de Paris. Elle débute au 126, boulevard Murat et se termine à la bretelle de sortie du boulevard périphérique.

## Origine du nom

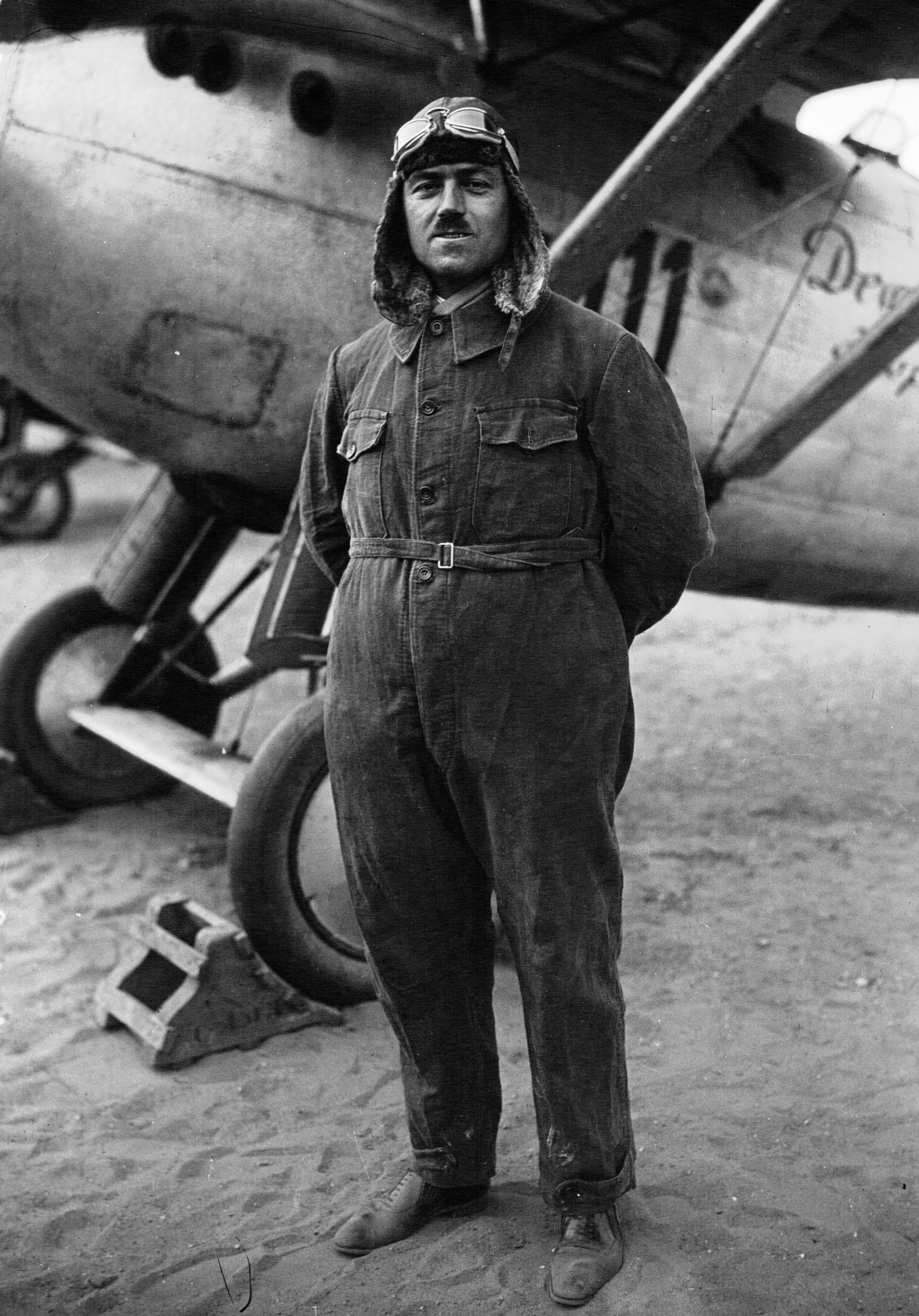
Marcel Doret en 1926.

Elle porte le nom de l'aviateur français Marcel Doret (1896-1955).

## Historique
Cette avenue, ouverte par un arrêté du 11 octobre 1932 entre les bastions nos 66 et 67 de l'enceinte de Thiers  sous le nom d'« avenue de la Porte du Point-du-Jour », s'étendait alors jusqu'à la rue du Point-du-Jour à Boulogne-Billancourt.
Elle prend son nom actuel le 16 juin 1962.
La voie est amputée lors de la construction du périphérique de Paris en 1969.